# Luigi d'Este
Luigi d'Este (Ferrara, 25 dicembre 1538 – Roma, 30 dicembre 1586) è stato un cardinale italiano.
Luigi, quinto ed ultimo dei figli, era il secondogenito maschio del duca di Ferrara Ercole II d'Este e di sua moglie la principessa Renata di Francia, figlia di Luigi XII di Francia e di Anna di Bretagna. Suoi nonni paterni furono Alfonso I d'Este e Lucrezia Borgia, figlia del papa Alessandro VI. Suo fratello maggiore Alfonso II d'Este ereditò il ducato di Ferrara.

## Biografia
Fu di indole libera e vivace, sarebbe stato adatto a tutto fuorché alla vita ecclesiastica. Tuttavia, la «legge del secondogenito» prevedeva che vestisse l'abito talare, e, per quanto Luigi si ribellasse, già da bambino fu messo sotto la guida dell'austero Nicolò Tassoni, che lo doveva formare nella prospettiva di una prossima nomina a cardinale.
Solo la madre si mostrava indulgente alle lamentele del figlio, mentre Ercole, lo zio Ippolito II e il fratello Alfonso si dimostrarono pronti a qualsiasi sopruso pur di vincere le resistenze del giovane e rafforzare l'alleanza, cruciale, con la Santa Sede. Così, Ippolito ed Ercole condussero un giorno Luigi alla villa di Sabbioncello, con l'intento di ricondurlo alla ragione. Pare che ne nascesse un violento diverbio, in seguito al quale Luigi subì uno spostamento del globo oculare che lo rese strabico per tutta la vita.

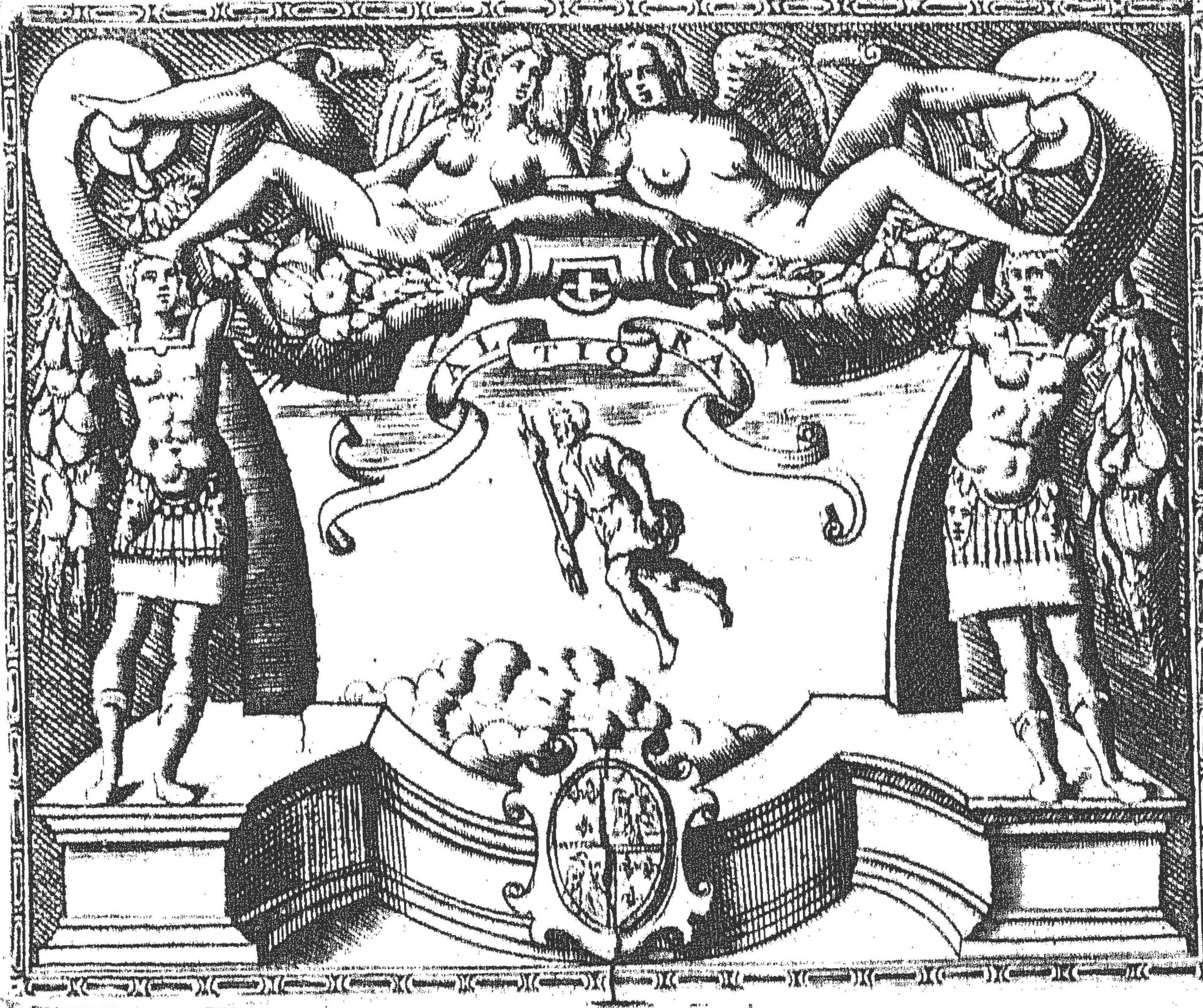
L'Impresa del Cardinale Luigi d'Este da Le imprese illustri del S. Ieronimo Ruscelli...., Venezia, 1584, pag. 279. Rappresenta Prometeo che ascende al cielo con il motto ALTIORA. In basso, al centro, lo stemma degli Este con le aquile ed i gigli.

Nel 1558 si recò in Francia, dov'era Alfonso, nel tentativo disperato di cambiare il proprio destino. «Piuttosto se ne andrebbe alla corte del re Filippo et in Turchia, se non potesse far altrimenti», scriveva il fratello in una lettera coeva. Luigi si diede da fare per contrarre un matrimonio con Maria di Borbone, ma le speranze risultarono vane: il 26 febbraio 1561 papa Pio IV lo creava Cardinale di Santa Romana Chiesa..
Iniziò una vita amara e frustrata, dalla quale Luigi cercò di evadere dandosi al fasto e a costumi disordinati. Spesso si recava a Ferrara, dove intratteneva una relazione con Lucrezia Bendidio, sposatasi nel 1562 col conte Baldassarre Macchiavelli, e dove trovava conforto nell'affetto della sorella Leonora., si dice anche che durante il suo soggiorno a Ferrara conobbe il soprano Mantovano Livia d'Arco che dopo una serie di frequenti incontri, divenne sua amante, dove la cortigiana Livia venne definita dai Ferraresi la passionale amante del Cardinale.
Furono questi gli anni in cui Torquato Tasso era al suo servizio. Il giovane poeta gli dedicò nel 1562 il Rinaldo e lo accompagnò nel 1570 in un viaggio transalpino, prima di lasciare il suo seguito e tentare senza successo di passare alle dipendenze di Ippolito II e Francesco Maria della Rovere, mettendosi infine al servizio di Alfonso II.
Dopo aver soggiornato spesso in Francia, nel 1572 si stabilì definitivamente nello Stato Pontificio, ereditando dallo zio cardinale la proprietà della Villa d'Este, in cui nel 1581 ricevette Michel de Montaigne. Gli anni a Tivoli ebbero sostanzialmente un'impronta mondana e dissipata, tanto che non di rado Leonora dovette aiutare economicamente il prodigo fratello. Luigi fece sistemare la villa, diede prova di un governo discreto nella città e si legò ai Gesuiti, ottenendo numerosi benefici.
Al conclave del 1585 seppe anche dar prova di amore autentico per la Chiesa, battendosi per un'elezione che rafforzasse l'unità tra i principi cristiani nella comune battaglia contro gli «infedeli». Grazie a lui in quell'occasione si raggiunse un'unanimità di consensi che portò Sisto V sul soglio pontificio. Accanto alle spese mondane, Luigi si prodigò anche in opere di sincera carità per i poveri, dimostrando infine una bontà di cuore che le violenze subite negli anni dell'infanzia e della giovinezza avevano messo a dura prova.

## Ascendenza
|                      |                 |                           | Genitori                     |  |  | Nonni |  |  | Bisnonni        |  |  | Trisnonni          |  |
|                      |                 |                           |                              |  |  |       |  |  | Ercole I d'Este |  |  | Niccolò III d'Este |  |
|                      |                 |                           |                              |  |  |       |  |  | Ercole I d'Este |  |  | Niccolò III d'Este |  |
|                      |                 | Ricciarda di Saluzzo      |                              |  |  |       |  |  | Ercole I d'Este |  |  |                    |  |
| Alfonso I d'Este     |                 |                           |                              |  |  |       |  |  | Ercole I d'Este |  |  |                    |  |
|                      |                 | Eleonora d'Aragona        | Ferdinando I di Napoli       |  |  |       |  |  |                 |  |  |                    |  |
|                      |                 | Eleonora d'Aragona        | Ferdinando I di Napoli       |  |  |       |  |  |                 |  |  |                    |  |
|                      |                 | Eleonora d'Aragona        | Isabella di Clermont         |  |  |       |  |  |                 |  |  |                    |  |
| Ercole II d'Este     |                 | Eleonora d'Aragona        |                              |  |  |       |  |  |                 |  |  |                    |  |
|                      |                 | Papa Alessandro VI        | Jofré Llançol i Escrivà      |  |  |       |  |  |                 |  |  |                    |  |
|                      |                 | Papa Alessandro VI        | Jofré Llançol i Escrivà      |  |  |       |  |  |                 |  |  |                    |  |
|                      |                 | Papa Alessandro VI        | Isabel de Borja              |  |  |       |  |  |                 |  |  |                    |  |
| Lucrezia Borgia      |                 | Papa Alessandro VI        |                              |  |  |       |  |  |                 |  |  |                    |  |
|                      |                 | Vannozza Cattanei         | Giacomo Conte dei Cattanei   |  |  |       |  |  |                 |  |  |                    |  |
|                      |                 | Vannozza Cattanei         | Giacomo Conte dei Cattanei   |  |  |       |  |  |                 |  |  |                    |  |
|                      |                 | Vannozza Cattanei         | Mencia Pinctoris             |  |  |       |  |  |                 |  |  |                    |  |
| Luigi d'Este         |                 | Vannozza Cattanei         |                              |  |  |       |  |  |                 |  |  |                    |  |
|                      | Carlo d'Orléans | Luigi I di Valois-Orléans |                              |  |  |       |  |  |                 |  |  |                    |  |
|                      | Carlo d'Orléans | Luigi I di Valois-Orléans |                              |  |  |       |  |  |                 |  |  |                    |  |
|                      | Carlo d'Orléans | Valentina Visconti        |                              |  |  |       |  |  |                 |  |  |                    |  |
| Luigi XII di Francia | Carlo d'Orléans |                           |                              |  |  |       |  |  |                 |  |  |                    |  |
|                      |                 | Maria di Clèves           | Adolfo I di Kleve            |  |  |       |  |  |                 |  |  |                    |  |
|                      |                 | Maria di Clèves           | Adolfo I di Kleve            |  |  |       |  |  |                 |  |  |                    |  |
|                      |                 | Maria di Clèves           | Maria di Borgogna            |  |  |       |  |  |                 |  |  |                    |  |
| Renata di Francia    |                 | Maria di Clèves           |                              |  |  |       |  |  |                 |  |  |                    |  |
|                      |                 | Francesco II di Bretagna  | Riccardo di Dreux            |  |  |       |  |  |                 |  |  |                    |  |
|                      |                 | Francesco II di Bretagna  | Riccardo di Dreux            |  |  |       |  |  |                 |  |  |                    |  |
|                      |                 | Francesco II di Bretagna  | Margherita di Valois-Orléans |  |  |       |  |  |                 |  |  |                    |  |
| Anna di Bretagna     |                 | Francesco II di Bretagna  |                              |  |  |       |  |  |                 |  |  |                    |  |
|                      |                 | Margherita di Foix        | Gastone IV di Foix           |  |  |       |  |  |                 |  |  |                    |  |
|                      |                 | Margherita di Foix        | Gastone IV di Foix           |  |  |       |  |  |                 |  |  |                    |  |
|                      |                 | Margherita di Foix        | Eleonora I di Navarra        |  |  |       |  |  |                 |  |  |                    |  |
|                      |                 | Margherita di Foix        |                              |  |  |       |  |  |                 |  |  |                    |  |